# Fjellerup, Fåborg-Midtfyns kommun
Fjellerup är en tidigare tätort i Fåborg-Midtfyns kommun i Region Syddanmark i Danmark. Tätorten hade 202 invånare (2023). Före 2024 utgjorde Fjellerup en egen tätort, men invånarantalet har sedan dess sjunkit under 200 invånare. Den ligger på Fyn, cirka 5 kilometer öster om Ringe.